# Нікітенко Тетяна
Тетя́на Нікіте́нко (* 1977) — українська гандболістка; по закінченні активної спортивної кар'єри — тренер. Майстер спорту України міжнародного класу.

## З життєпису
Вихованка херсонського гандбольного клубу «Дніпрянка».
Після того як Нікітенко виступала за «SG Festival City Hersfeld», з 2003 по 2008 роки виступала за клуб німецької Бундесліги «DJK/MJC Трір». Перейшовши до команди Оберліги «HSG Wittlich» Тетяна грала за неї до кінця сезону 2013/2014.. Потім підписала контракт з клубом першого дивізіону Люксембурга «HB Museldall». У своєму першому сезоні за команду вона стала найкращим бомбардиром ліги Люксембургу із 175 голами. У сезоні 2016/2017 виграла чемпіонат та Кубок Люксембургу разом із своєю командою. Завершила кар'єру і стала тренером команди-дубля «HSG Wittlich».
В складі Жіночої збірної на Чемпіонаті Європи з гандболу 2002 року посіла 12-те місце.